# Passe de Bolton
La passe de Bolton est un col de montagne situé à 280 m d'altitude dans les monts Sutton et traversé par la route 243 dans la région de l'Estrie au Québec.

## Géographie
Le col est situé dans la partie septentrionale des monts Sutton, au sud du mont Glen.

## Histoire

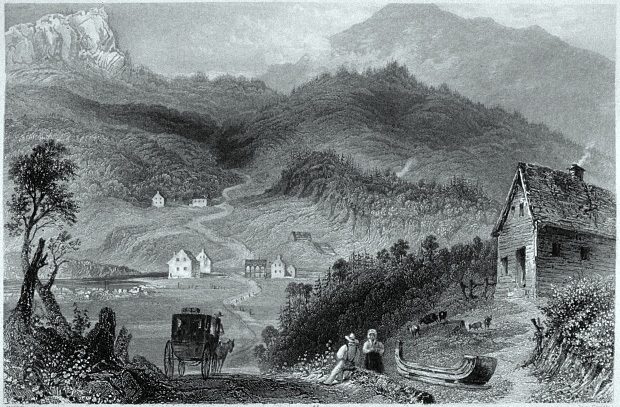
Estampe, Passe de Bolton, Cantons de l'Est, William Henry Bartlett (1809-1854).

C'est la plus ancienne route entre la région du lac Memphrémagog et la ville de Montréal ; elle fut accessible par diligence vers 1830. Au début du peuplement près du lac Memphrémagog, un traversier reliait le village de Georgeville sur la rive est du lac, à Knoltown Landing sur la rive ouest. Le chemin permettait la circulation entre Stanstead et Knowlton par une diligence via le traversier.